# عذرة (إسبانيا)
عَذْرَة (بالإسبانية: Adra)‏ هي بلدية في مقاطعة المرية من جنوب شرق إسبانيا.

## النمو السكاني
| تطور النمو الديموغرافي عذرة (إسبانيا) بين 1999 و 2005 |        |        |        |        |        |        |
| 1999                                                  | 2000   | 2001   | 2002   | 2003   | 2004   | 2005   |
| 21,286                                                | 21,505 | 21,810 | 22,034 | 21,704 | 22,257 | 23,195 |

المصدر: INE (Spain)

## أعلام
- خوسيه مارين رودريغيز

## وصلات خارجية
- Search Almeria
- (بالإسبانية) Official Website